# Bubu-ui segye
Bubu-ui segye (kor. 부부의 세계) – południowokoreański serial telewizyjny, w którym główne role odgrywają Kim Hee-ae, Park Hae-joon oraz Han So-hee. Serial emitowany był na kanale JTBC od 27 marca do 16 maja 2020 roku, w piątki i soboty o 22:50, liczy 16 odcinków.
Ostatni odcinek osiągnął najwyższą oglądalność 28,371%, najwyższą wśród seriali koreańskich spośród telewizji kablowych w dniu jego premiery.

## Fabuła
Ji Sun-woo (Kim Hee-ae) jest szanowanym lekarzem medycyny rodzinnej i zastępcą dyrektora w Family Love Hospital. Jest mężatką Lee Tae-oha (Park Hae-joon), z którym ma nastoletniego syna, Lee Joon-younga (Jeon Jin-seo). Sun-woo wydaje się mieć wszystko, od udanej kariery po szczęśliwą rodzinę, ale bez niej zdradza ją mąż i przyjaciele.
Tymczasem Tae-oh marzy o zostaniu znanym reżyserem filmowym. Prowadzi małą firmę rozrywkową i filmową przy wsparciu swojej żony. Mimo że kocha swoją żonę i troszczy się o nią, Tae-oh znajduje się w niebezpiecznej sytuacji z pozamałżeńskim romansem.

## Obsada
- Kim Hee-ae jako Ji Sun-woo
  - Jung Ha-eun jako Ji Sun-woo (nastolatek)
- Park Hae-joon jako Lee Tae-oh
- Han So-hee jako Yeo Da-kyung
- Park Sun-young jako Go Ye-rim
- Kim Young-min jako Son Je-hyuk
- Chae Kook-hee jako Sul Myung-sook
- Lee Geung-young jako Yeo Byung-gyu
- Kim Sun-kyung jako Uhm Hyo-jung
- Jeon Jin-seo jako Lee Joon-young
- Shim Eun-woo jako Min Hyun-seo

## Oglądalność
| No. | Data emisji      | Oglądalność (AGB Nielsen) | Seul    |
| --- | ---------------- | ------------------------- | ------- |
| 1   | 27 marca 2020    | 6,260%                    | 6,786%  |
| 2   | 28 marca 2020    | 9,979%                    | 11,023% |
| 3   | 3 kwietnia 2020  | 11,882%                   | 14,016% |
| 4   | 4 kwietnia 2020  | 13,979%                   | 15,794% |
| 5   | 10 kwietnia 2020 | 14,676%                   | 16,118% |
| 6   | 11 kwietnia 2020 | 18,816%                   | 21,390% |
| 7   | 17 kwietnia 2020 | 18,501%                   | 21,406% |
| 8   | 18 kwietnia 2020 | 20,061%                   | 22,276% |
| 9   | 24 kwietnia 2020 | 20,539%                   | 23,175% |
| 10  | 25 kwietnia 2020 | 22,913%                   | 25,878% |
| 11  | 1 maja 2020      | 21,122%                   | 23,986% |
| 12  | 2 maja 2020      | 24,332%                   | 26,747% |
| 13  | 8 maja 2020      | 21,087%                   | 23,920% |
| 14  | 9 maja 2020      | 24,307%                   | 26,841% |
| 15  | 15 maja 2020     | 24,442%                   | 27,975% |
| 16  | 16 maja 2020     | 28,371%                   | 31,669% |

## Nagrody
| Rok  | Ceremonia                | Kategoria                    | Odbiorca      | Wynik     | Źródło      |
| ---- | ------------------------ | ---------------------------- | ------------- | --------- | ----------- |
| 2020 | 56. Baeksang Arts Awards | Najlepszy reżyser            | Mo Wan-il     | Nagroda   | [ 5 ] [ 6 ] |
| 2020 | 56. Baeksang Arts Awards | Najlepsza aktorka            | Kim Hee-ae    | Nagroda   | [ 5 ] [ 6 ] |
| 2020 | 56. Baeksang Arts Awards | Najlepszy aktor drugoplanowy | Kim Young-min | Nominacja | [ 5 ] [ 6 ] |
| 2020 | 56. Baeksang Arts Awards | Najlepsza nowa aktorka       | Han So-hee    | Nominacja | [ 5 ] [ 6 ] |